# برانگر ساپوویچ
برانگر ساپوویچ (انگلیسی: Bérangère Sapowicz؛ زادهٔ ۶ فوریهٔ ۱۹۸۳) بازیکن فوتبال اهل فرانسه است.
از باشگاه‌هایی که در آن بازی کرده‌است می‌توان به باشگاه فوتبال زنان پاری سن ژرمن اشاره کرد.
وی همچنین در تیم‌های ملی فوتبال France women's national under-19 football team و زنان فرانسه بازی کرده‌است.